# Muzibuye
Muzibuye är ett periodiskt vattendrag i Burundi.   Det ligger i provinsen Rutana, i den centrala delen av landet, 110 km sydost om huvudstaden Bujumbura.
I omgivningarna runt Muzibuye växer huvudsakligen savannskog. Runt Muzibuye är det ganska tätbefolkat, med 80 invånare per kvadratkilometer.